# ショックサイト
ショックサイト（英語: shock site）は、閲覧者の感情を害したり、不快にさせたり、混乱させることを意図したウェブサイト。

## 概要
ショックサイトは不愉快で露骨な、衝撃度の高い素材が含まれており、内容はポルノグラフィ、スカトロジー、暴力場面、侮辱、苦痛、卑語など、挑発的な性格の要素が盛り込まれている。ショックサイトの中には、1点だけの画像なり、アニメーション、ビデオクリップや，小規模な画像集のようなものもあり、しばしば悪戯として、電子メールを使ったり、電子掲示板などのインターネットコミュニティへの書き込みを装って、拡散される。 スティーヴン・ジョーンズ (Steven Jones) は、画像収集サイトが積極的に画像を集めるのは当然だとして、Rotten.com のようなショックを与えるコンテンツを収集しているサイトは、ショックサイトにはあたらないとしている。
ショックサイトの中には、それを契機とする独自のサブカルチャーを生み、インターネット・ミームと化してきたものもある。Goatse.cx には、このサイトの「hello.jpg」をトリビュートしてファンたちが送ってきた作品を集めたページがあり、その画像のパロディ作品のひとつは、BBCのニュースの中で、特段意図しないまま、当時公表されたばかりだった2012年のロンドン・オリンピックのロゴタイプに代わり得る一案として放映された。2007年、「2 Girls 1 Cup」として知られたショック・ビデオが、瞬く間にインターネット上の現象を巻き起こし、反応や賞賛、パロディ作品など様々なものが、「YouTube」などの動画共有サービスに投稿された。